# НФІкс (журнал)
НФІкс (англ. SFX) — англійський журнал, присвячений науковій фантастиці і фентезі, головним чином у кіно і на телебаченні. Виходить раз на чотири тижні.

## Назва
Хоча абревіатура «SFX» в англійській мові означає «спецефект», але в розділі «Відповіді» на сайті журналу сказано, що «SFX» названо не на честь цього: «Зрозуміло, це треба перекладати як „журнал спецефектів“. „SF“ означає „наукова фантастика“, а „X“ може означати що завгодно».
«SFX» мав тенденцію поміщати фото на обкладинці під літерою «F» під назвою, таким чином слово «SFX» виглядало і могло читатися як «SEX», але в розділі «Відповіді» на сайті журналу сказано: «Хочете — вірте, хочете — ні, це не навмисно, і ніколи не було. Це не навмисне, і ви знайдете багато номерів, де буква „F“ не закрита». 

## Історія
Журнал заснували 1995 року Дейв Голдер (Dave Golder) і Метт Білбі і він став успішним конкурентом науково-фантастичних видань «Старберст» (Starburst) та «Зона ТБ» (TV Zone), які тоді існували. Як і всі інші журнали видавництва «Future Publishing», він привертав увагу глянцевою обкладинкою, розлогими описами і впізнаваним авторським стилем.
Метт Білбі був головним редактором перших 13 номерів журналу, потім перейшов у схоже за тематикою видання «Total Film». Дейв Голдер став головним редактором починаючи з 14-го номера, але у 2005 році передав справи Девіду Бредлі. З самого початку журнал «SFX» став лідером на ринку і станом на 2017 рік є одним з найпопулярніших науково-фантастичних видань у Великій Британії. Працівники журналу змінювалися, і багато колишніх співробітники продовжували писати для нього як позаштатні автори. Відомий британський письменник-фантаст та критик жанру Дейв Ленгфорд від першого випуску журналу веде спеціальну колонку, і деякі інші відомі особистості зі світу кіно і телебачення також співпрацюють з журналом (наприклад, англійський актор Саймон Пегг).
2014 року сайт журналу закрився і став перенаправленням на підрозділ сайту про відеоігри GamesRadar, присвячений SFX. Команда журналу стала працювати на GamesRadar.

## Стиль і зміст
Політика журналу дозволяє висловлювати різкі судження, а іноді й надзвичайно критично висловлюватися про фільми, книги або телешоу, про які позитивно писали інші видання). Буває також, що статті журналу суперечать одна одній в оцінці — наприклад, статті, в яких перші сезони серіалу «Зоряна брама» (Stargate SG-1) названо «жахливою сміттям» були пом'якшені досить позитивними нотатками про наступні сезони. Те саме можна сказати про критичне ставлення журналу до серіалу «Зоряний шлях» (див. Зоряний шлях: Оригінальний серіал), особливо до серій «Вояджер», хоча ставлення до серіалу стало позитивним починаючи з серій «Глибокий космос 9» і до кінця серіалу, а в ювілейному, 200-му номері «Зоряний шлях» навіть винесено на обкладинку як головну тему. Однак, журнал є відбиттям співпраці багатьох різних авторів і тому не можна казати про його власну «думку».